# Thủ tướng Angola
Thủ tướng Angola là một quan chức chính phủ cao ở Angola, nhưng không phải là người đứng đầu chính phủ.
Cùng với phần còn lại của Hội đồng Bộ trưởng, Thủ tướng được tổng thống bổ nhiệm. Vị trí ban đầu được tạo ra khi Angola giành được độc lập từ Bồ Đào Nha vào ngày 11 tháng 11 năm 1975, nhưng bị bãi bỏ vào năm 1978 khi tổng thống Agostinho Neto củng cố quyền lực. Không có Thủ tướng cho đến năm 1991, khi tổng thống José Eduardo dos Santos khôi phục vị trí sau một thỏa thuận hòa bình với đảng đối lập. Bài viết cũng bị bỏ trống giữa năm 1999 và 2002.
Bài viết sẽ bị bãi bỏ có hiệu lực vào năm 2012 do phê chuẩn Hiến pháp Angola năm 2010, trong đó tích hợp các chức năng của thủ tướng vào văn phòng của tổng thống, người sẽ chịu sự tin tưởng của đa số nghị viện theo cách tương tự như thủ tướng bộ trưởng, mục sư; một hệ thống như một nước ccộng hòa nghị viện được bầu chọn gián tiếp đã tồn tại ở Botswana và Nam Phi.

## Danh sách các thủ tướng của Angola
| 1. | Lopo do Nascimento                     | 11 tháng 11 năm 1975 | 9 tháng 12 năm 1978 |
| *. | Bãi bỏ                                 | 9 tháng 12 năm 1978  | 19 tháng 7 năm 1991 |
| 2. | Fernando José de Franca Dias van Dúnem | 19 tháng 7 năm 1991  | 2 tháng 12 năm 1992 |
| 3. | Marcolino Moco                         | 2 tháng 12 năm 1992  | 3 tháng 6 năm 1996  |
| 4. | Fernando José de Franca Dias van Dúnem | 3 tháng 6 năm 1996   | 29 tháng 1 năm 1999 |
| *. | Không có                               | 29 tháng 1 năm 1999  | 6 tháng 12 năm 2002 |
| 5. | Fernando da Piedade Dias dos Santos    | 6 tháng 12 năm 2002  | 30 tháng 9 năm 2008 |
| 6. | Paulo Kassoma                          | 30 tháng 9 năm 2008  | đương nhiệm         |